# Dekanat główczycki
Dekanat Główczyce – jeden z 30 dekanatów w rzymskokatolickiej diecezji pelplińskiej.

## Parafie
W skład dekanatu wchodzi 9 parafii:
- parafia świętych Apostołów Szymona i Judy Tadeusza – Damno
- parafia Nawiedzenia Najświętszej Maryi Panny – Gardna Wielka
- parafia św. Apostołów Piotra i Pawła – Główczyce
- parafia Matki Bożej Częstochowskiej – Objazda
- parafia św. Stanisława – Skórowo
- parafia Trójcy Świętej – Smołdzino
- parafia św. Stanisława – Stowięcino
- parafia Przemienienia Pańskiego – Wrzeście
- parafia św. Józefa – Zagórzyca

## Proboszczowie
| Parafia                                             | Proboszcz                  |
| --------------------------------------------------- | -------------------------- |
| Świętych Apostołów Szymona i Judy Tadeusza w Damnie | ks. Zdzisław Wirkus        |
| Nawiedzenia NMP w Gardnie Wielkiej                  | ks. Mieczysław Radochoński |
| Świętych Apostołów Piotra i Pawła w Główczycach     | ks. Grzegorz Siwak SDB     |
| Matki Bożej Częstochowskiej w Objeździe             | ks. Mariusz Drogosz        |
| Św. Stanisława BM w Skórowie                        | ks. Waldemar Pielecki      |
| Trójcy Świętej w Smołdzinie                         | ks. Robert Jakubowski      |
| Św. Stanisława BM w Stowięcinie                     | ks. Dariusz Kowalczyk      |
| Przemienienia Pańskiego we Wrześciu                 | ks. Andrzej Osowski        |
| Św. Józefa w Zagórzycy                              | ks. Marcin Baska           |

## Sąsiednie dekanaty
Lębork, Łeba, Łupawa, Słupsk Wschód (diec. koszalińsko-kołobrzeska), Ustka (diec. koszalińsko-kołobrzeska)